# Antoine Debons
Antoine Debons (Martigny, 17 febbraio 1998) è un ciclista su strada svizzero che corre per l'Elite Fondations Cycling Team.

## Palmarès

### Strada
- 2022 (Charvieu-Chavagneux Isère Cyclisme, tre vittorie)

Grand Prix du Faucigny
2ª tappa Quatre Jours des As-en-Provence (La Barben > La Barben)
Classifica generale Quatre Jours des As-en-Provence

#### Altri successi
- 2019 (Nazionale svizzera)

2ª tappa Tour de l'Avenir (Eymet > Bergerac, cronosquadre)
- 2023 (Philippe Wagner Cycling)

Grand Prix Ticino
- 2024 (Corratec Vini Fantini)

Classifica scalatori Tour de Taiwan

## Piazzamenti

### Competizioni europee
- Campionati europei

Plouay 2020 - In linea Under-23: 81º